# Kachikau
Kachikau è un villaggio del Botswana situato nel distretto Nordoccidentale, sottodistretto di Chobe. Il villaggio, secondo il censimento del 2011, conta 1.356 abitanti.

## Località
Nel territorio del villaggio sono presenti le seguenti 6 località:
- Barangwe di 5 abitanti,
- Chakabi di 25 abitanti,
- Kataba di 25 abitanti,
- Masandzo di 41 abitanti,
- Mpeteke di 26 abitanti,
- Sandweza di 20 abitanti